# Рувен Штрауб
Рувен Штрауб (нім. Ruwen Straub, 8 грудня 1993) — німецький плавець. Учасник Чемпіонату світу з водних видів спорту 2019, де в попередньому запливі на дистанції 1500 метрів вільним стилем посів 17-те місце і не потрапив до фіналу.